# Allochiria
In neuropsicologia, l'allochiria è il fenomeno per il quale un soggetto affetto da negligenza spaziale unilaterale a cui venga presentato uno stimolo nell'emispazio interessato dal disturbo (solitamente il sinistro), è consapevole della presenza dello stimolo ma riferisce di vederlo nell'emicampo opposto. Questo fenomeno rivela quindi una dissociazione tra consapevolezza dell'identità dello stimolo visivo e consapevolezza della localizzazione spaziale di detto stimolo. L'allochiria che si manifesta anche per gli stimoli tattili e uditivi in tal caso può essere anche denominata alloestesia ed è generalmente causata da una lesione del lobo parietale del telencefalo.